# Lachancea meyersii
Lachancea meyersii är en svampart som beskrevs av Fell, Statzell & Kurtzman 2004. Lachancea meyersii ingår i släktet Lachancea och familjen Saccharomycetaceae.   Inga underarter finns listade i Catalogue of Life.